# 德国对于西班牙内战的干涉
德国对于西班牙内战的干涉是指从1936年7月西班牙内战期间德国进行的干涉行为。阿道夫·希特勒在西班牙内战早期就派遣了强大的空军以及装甲部队来支持弗朗西斯科·佛朗哥及其西班牙国民军。苏联派遣了少量的部队协助共和军政府。而英国和法国以及其它24个国家签署了禁运令以阻止任何军需品和士兵进入西班牙。尽管德国也是禁运令的签署国之一，但却屡次违反条约。西班牙内战的战场为装备着世界上最先进装备的德军提供了战斗经验。可德国进行干涉的同时也增加了其卷入战争的风险，而德国还没有为战争做好准备。因此，希特勒减缓了他对西班牙的援助并转而怂恿墨索里尼派遣大量的意大利军队进入西班牙。佛朗哥的国民军最终赢得了胜利。他在成为德国非正式盟友的同时保持了在第二次世界大战期间的中立立场。这场在西班牙持续了三年的冲突为即将在1939年爆发的世界大战拉开了序幕。
有多个因素促使纳粹支持佛朗哥：其一，这能够将国际焦点从希特勒的中欧战略上移开；其二，一个亲德的法西斯主义西班牙会为法国带来威胁；其三，这场战争为德军训练士兵并测试武器装备和战略提供了机会。

## 军事行动
1936年7月，希特勒决定出兵支援西班牙国民军。纳粹德国空军负责将非洲兵团运往西班牙。西班牙德国合办的“西班牙-摩纳哥运输公司”（HISMA）和德国公司“原材料和商品采购公司”（ROWAK）相继成立并将超过2500支部队从西属摩洛哥运往西班牙。早期的干预让国民军在战争初期占据优势。同时，德军还协助国民军进行军队训练，其产生的作用并不亚于德军直接加入战争。从7月29日到10月11日，德军共计将13523支部队以及270100公斤战争原材料从摩洛哥运往安達盧西亞。正是依靠德军的运输和补给，佛朗哥的非洲兵团才能够在战争当中起到了决定性的作用。尽管德国在1936年8月24日签署了不干涉协定，但却屡次违反条约内容。在一次共和军针对德国战列舰德国号的空袭之后，德国和意大利宣布它们将退出不干涉协定委员会和海洋巡逻队。1937年6月初，德国和意大利又返回了委员会和巡逻队，但随后它们因共和军的攻击而再一次退出。驻西班牙德军在战后宣称他们共击落了372架共和军飞机并击沉了60艘共和军军舰。这些德军后来被重新整编并命名为秃鹰军团。据战后统计，秃鹰军团因敌对行动而损失了72架飞机，因事故或意外损失了160架飞机。按照1939年的经济状况来计算，德国资助给国民军的物资价值大约4300万英镑（约合2.15亿美元）。
来自德国的空中力量支援了马德里保卫战和城堡围攻战中的国民军。在这些战役中，秃鹰军团的飞行中队和两支地面装甲部队协同作战。截止到1936年底，有大约7000名德国士兵在西班牙服役。在1937年2月的马德里围城战和哈拉马河战役期间，西班牙国民军都得到了德军和德制装备的支援。随着战争的发展，一次又一次的失败证明了秃鹰军团的战机不足以应对先进的苏制战机。在北方战役中，装备不断更新换代的秃鹰军团有效地辅助了地面部队。在吕根岛行动中，一波又一波的飞机轰炸并摧毁了位于格尔尼卡的目标。这次轰炸共造成1685人死亡，超过900人受伤。国民军在毕尔巴鄂的进攻行动同样有大规模的空中力量配合地面部队作战。这些都证明了秃鹰军团对于国民军的重要性。秃鹰军团的空中和地面部队同样在布鲁内特战役和特鲁尔战役之中起到了重要作用。据统计，在国民军的反攻期间，秃鹰军团每天执行行动超过100架次。1937年4月至6月在阿拉贡的国民军攻势之中，秃鹰军团的空袭和地面部队也协助了贝尔奇特战役等诸多行动。7月24日至25日，西班牙共和军主动发起了厄波羅河戰役。尽管秃鹰军团的侦查部队向国民军发出了警告，但并没有引起国民军的警觉。秃鹰军团空军在此期间的422架次飞行行动后来被证明起到了重要作用。正是这些来自秃鹰军团的增援为之后国民军的反攻赢得了机会。
在海上，秃鹰军团的海上空军侦查队对共和军的船只，港口，海岸沿线的通讯设备甚至内陆目标实施了有效的打击。隶属于德国海军的北海舰队在西班牙附近巡航。这支舰队由小型战列舰德国号，小型战列舰舍尔海军上将号，轻型巡洋舰科隆号，以及四艘鱼雷艇组成。除此之外，德军还制定了厄修拉计划，即派遣大量U型潜艇在西班牙附近行动，但这个计划最终也没有被执行。

## 动机和志愿者
西班牙内战刚刚开始，希特勒便开始为德国的干预寻找理由。这些理由有但不限于：为德国再武装转移注意力，阻止共产主义在西欧的扩散，创造一个亲德的主权国家用于干扰英法，和使德国进一步经济扩张变为可能。 虽然对马德里的进攻计划在1937年3月被放弃，德军却制造了一系列对共和军防守较弱地区的打击。尽管这些行动会使内战延长，但它无疑有助于将欧洲国家的注意力从希特勒的中欧战略上移开。 作为一个矿业和工业重地，德军对维兹卡亚的袭击为德国境内工厂带来了原材料和机械。 1937年6月27日，希特勒在他于维尔茨堡的公开演讲当中声明他会支持佛朗哥夺取西班牙境内矿产的控制权。
1937年1月，对于德国干预西班牙目的的讨论越来越激烈。德国政府想要尽全力避免一场牵扯到整个欧洲的战争，他们担心如果他们继续从西班牙获取资源就会引起这场战争。 因此，德国领导层开始出现分歧。恩斯特·冯·魏茨泽克认为现在的问题就是如何快速圆滑的抽身，而赫尔曼·戈林表示德国永远不会接受一个“红色西班牙”。德意经过商讨后决定，在2月初运往西班牙的物资将是最后一批援助，之后他们将停止援助。德国在之后将仅提供能保证国民军不输掉战争的物资。
对于西班牙内战的干涉使墨索里尼和希特勒更为亲密，这有助于希特勒为他的与奥地利合并的计划赢取墨索里尼的支持。奥地利的反纳粹专制天主教政府，也就是祖国阵线，有效地阻止了奥地利境内法西斯主义的兴起。 然而随着1934年奥地利总理恩格尔伯特·陶尔斐斯被刺杀，意大利有可能会在德国入侵奥地利的时候给予奥地利军事援助。但靠着在西班牙内战中诞生的罗马-柏林轴心，希特勒已经无需再担心意大利会帮助奥地利。
大约有5000名德国人和奥地利人自愿加入了国际纵队，他们当中有些人是享有政治庇护的难民。相比较而言，几乎没有人自愿加入国民军阵营。

## 不干涉协定

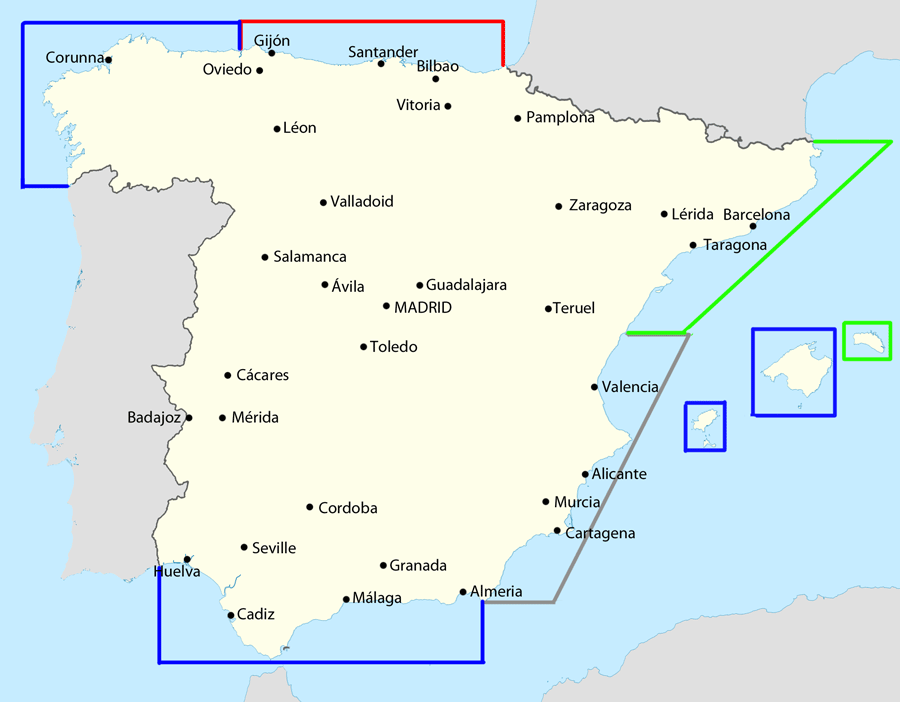
显示各国控制区域的地图。德国以灰色标明。

英法在联合外交倡议当中提出了不干涉主义并发起了不干涉协定的签署，这是为了避免西班牙的战火燃到整个欧洲大陆。 1936年8月4日，法国政府决定不对纳粹德国的战事进行干预并要求其签署不干涉条约。德国此时的态度是只要苏联还活跃在欧洲大陆上，任何时候有关防止战事进一步扩大的问题都可以进行协商，无论是否要签署不干涉条约。 在这次会晤当中已经涉及到了关于德国正在为西班牙国民军输送补给的问题。 8月9日，德国政府发电告知英国政府“之前没有任何军需材料从德国运出，之后也不会有。”但这只是一个赤裸裸的谎言。 一架德国空军的Ju 52运输机在共和军领空通行的时候被击落。共和军声明在德国签署不干涉协定之前他们不会归还这架飞机及其机组成员。 此时有越来越多的人相信没有人会遵守所谓的不干涉协定。 埃里希·雷德尔此时敦促德国政府要么选择不遗余力的志愿西班牙国民军，然后将整个欧洲拖入战争，要么选择抛弃佛朗哥。24日，德国签署了协定。 此时，各国政府组建了不干涉协定委员会来监督协定的履行情况，但是德国和苏联的私下交易对于国际社会来说已经越来越明显了。 德国打破其签订的协定对各国来说已经司空见惯了。

### 來源
1. ↑  Carr (1971). p. 209.
2. ↑  Westwell (2004). p. 12.
3. ↑  Westwell (2004). p. 29.
4. ↑  Westwell (2004). p. 30.
5. ↑  Thomas (1961). p. 459.
6. 1 2  Thomas (1961). p. 341.
7. ↑  Thomas (1961). p. 342.
8. ↑  Cienciala (1968). p. 30.
9. ↑  Payne (1996). p. 250.
10. ↑  Payne (1996). p. 251.
11. ↑  Knight (1998). pp. 71–72.
12. ↑  Thomas (1961). p. 395.
13. ↑  Beevor (2006). p. 374.
14. ↑  Stone (1997). p. 134.
15. 1 2  Thomas (1961). p. 257.
16. ↑  Thomas (1961). p. 259.
17. 1 2  Alpert (1998). p. 44.
18. ↑  Thomas (1961). p. 260.
19. ↑  Thomas (1961). p. 261.
20. ↑  Thomas (1961). pp. 263–264.
21. ↑  Stone (1997). p. 133.
22. ↑  Heydecker, Leeb (1975). p. 174.

### 傳記
- Beevor, Antony. . London: Phoenix. 2006. ISBN 978-0-7538-2165-7.
- Carr, Raymond. . London: Macmillan. 1971. ISBN 978-0-333-00632-0.
- Cienciala, Anna M. . London: Routledge & K. Paul. 1968. ISBN 978-0-7100-5021-2.
- Corum, James S. (1995) "The Luftwaffe and the coalition air war in Spain, 1936–1939," Journal of Strategic Studies, (1995) 18:1, 68–90.
- Joe Julius Heydecker; Johannes Leeb. . Westport, Conn.: Greenwood Press. 1975  [26 May 2011]. ISBN 978-0-8371-8131-8. （原始内容存档于2020-07-20）.
- Howson, Gerald. . London: John Murray. 1998. ISBN 0-7195-5556-6.
- Knight, Patricia. . London: Hodder & Stoughton Educational. 1998. ISBN 978-0-340-70137-9.
- Leitz, Christian. . Oxford historical monographs illustrated. New York: Oxford University Press. 1996: 81–92  [22 May 2011]. ISBN 978-0-19-820645-3. （原始内容存档于2016-05-26）.
- Leitz, Christian. (1996) "Hermann Göring and Nazi Germany's Economic Exploitation of Nationalist Spain, 1936–1939." German History 14.1 (1996): 21–37.
- Morente, Francisco. (2017) "On Hostile Soil: Spanish Republican Diplomats in Berlin at the Onset of the Spanish Civil War." Contemporary European History 26.1 (2017): 49–67.
- Núñez Seixas, Xosé M. (2017) "Wishful Thinking in Wartime? Spanish Blue Division's Soldiers and Their Views of Nazi Germany, 1941–44." Journal of War & Culture Studies (2017): 1–18.
- Núñez Seixas, Xosé M. (2018) "Spanish Views of Nazi Germany, 1933–45: A Fascist Hybridization?." Journal of Contemporary History (2018): 0022009417739366.
- Payne, Stanley G. . London: Routledge. 1996. ISBN 1-85728-595-6.
- Stone, Glyn. . Otte, Thomas G.; Pagedas, Constantine A.  (编). London: Routledge. 1997. 缺少或|title=为空 (帮助)
- Thomas, Hugh.  1. London: Eyre and Spottiswoode. 1961.
- Thomas, Hugh.  2, illustrated. London: Penguin Books. 1987. ISBN 978-0-241-89450-7.
- Westwell, Ian. . Spearhead 15. Hersham, United Kingdom: Ian Allan publishing. 2004. ISBN 978-0-7110-3043-5.
- Whealey, Robert H. . University Press of Kentucky. 1989  [2020-03-28]. ISBN 9780813148632. （原始内容存档于2020-10-03）.
- S. A. H. . Bulletin of International News (London: Royal Institute of International Affairs). 7 August 1937, 14 (3): 3–13. ISSN 2044-3986. JSTOR 25639692.

#### 第一手來源
- Schmitt, Bernadotte et al. eds. Documents on German foreign policy, 1918–1945. Series D (1937–1945) vol III: Germany and the Spanish Civil War 1936–1939 (Washington:  Government Printing Office; 1950) WorldCat library holdings （页面存档备份，存于）